# La ripetente fa l'occhietto al preside
La ripetente fa l'occhietto al preside è un film del 1980 diretto da Mariano Laurenti.
La pellicola rientra nel filone della commedia sexy all'italiana.

## Trama
Il professor Rodolfo Calabrone è preside di una scuola superiore. Nonostante appaia manesco e irascibile, è un uomo buono che si prende cura, assieme alla sua sfacciata governante, di suo figlio, un ragazzino che ha dovuto crescere solo perché abbandonato dalla madre. Il preside è vittima degli scherzi dei suoi studenti, della dabbenaggine del professor Beccafico e della esasperante gelosia della professoressa Zappa.
A scuola si iscrive, sotto mentite spoglie, Angela, la figlia del ricco industriale Pastorelli, che ha deciso di prendere il diploma. Qui conosce Carlo, uno studente dongiovanni da cui è attratta ma che ha ricevuto l'ordine da suo padre, sottoposto di Pastorelli, di non corteggiarla per non incrinare i rapporti col facoltoso genitore. Angela non comprende i motivi del comportamento di Carlo e, istigata anche dalla compagna Lisetta (gelosa di Carlo), inizia a far credere al preside di essere innamorata di lui.
Rodolfo non comprende le intenzioni della ragazza e se ne invaghisce sul serio, facendole conoscere anche il figlio e scrivendo una lettera di assunzione al padre. Quando Angela e Carlo chiariranno gli equivoci tra loro, il preside li sorprenderà intenti a baciarsi e capirà di essere stato vittima di una feroce burla. Tuttavia Angela, pentita delle sue azioni, riesce a farsi perdonare da Rodolfo in occasione del matrimonio tra la professoressa Zappa e il professor Beccafico.

## Promozione
Le grafiche per i manifesti e per le locandine, utilizzate per la promozione del film, sono state realizzate da Enzo Sciotti.

## Distribuzione
La pellicola è stata distribuita nelle sale cinematografiche italiane nell'estate del 1980.

### Data di uscita
Alcune date di uscita internazionali nel corso degli anni sono state:
- 14 agosto 1980 in Italia[4]
- 4 marzo 1981 in Francia ('La lycéenne fait de l'oeil au proviseur)[5]
- 3 luglio 1981 in Germania Ovest (Die Schulschwänzerin)[6]

### Edizioni home video
Il 21 settembre 2004 la Cecchi Gori Home Video ha distribuito, tramite l'etichetta Federal Video, il film in DVD (codice EAN:8009833274512).

## Curiosità
In questo film è presente una scena dove Lino Banfi incontra uno sconosciuto per strada che, schiaffeggiandolo, sostiene di essere un suo amico d'infanzia. Gag poi ripresa e ampliata nel film Vieni avanti cretino del 1982.
Dai calendari posti in classe e a casa del professor Beccafico, è possibile notare che il film è stato girato nell'aprile 1980.